# Bothriembryon whitleyi
Bothriembryon whitleyi är en snäckart som beskrevs av Tom Iredale 1939. Bothriembryon whitleyi ingår i släktet Bothriembryon och familjen Bulimulidae. IUCN kategoriserar arten globalt som sårbar. Inga underarter finns listade i Catalogue of Life.